# ریچارد گاتلینگ
ریچارد جوردن گاتلینگ (به انگلیسی: Richard Jordan Gatling) (زاده ۱۲ سپتامبر ۱۸۱۸ - مرگ ۲۶ فوریه ۱۹۰۳) مخترع امریکایی بود. او برای اختراع مسلسل گاتلینگ که نخستین نمونه موفق از مسلسل بود، شناخته شده است.